# Zlatarna Celje
Zlatarna Celje, PLC — словенська компанія ювелірних та золотих виробів, яка розташована у місті Целє (Словенія). Близько 70 % бізнесу припадає на продаж ювелірних виробів та золотих злитків, а також компанія виробляє зубні сплави та промислове золото. Роздрібні магазини Zlatarna Celje розташовані в основному в Словенії та країнах колишньої Югославії. Сьогодні компанія продає свою продукцію під торговими марками Zlatarna Celje і Lencia, остання з яких розробила колекційну лінійку зі словенською лижницею Тіною Мазе. Вона також інвестувала у будівництво готелю Plaza BTC City (Любляна).

## Історія
Джузеппе (Йоганна) Паккіаф, італійський ювелір, відкрив майстерню на 100 працівників у Габерє, Целє у 1921 році з двома братами, Алойзом та Іваном Кнезом. Після Другої світової війни новий уряд конфіскував половину акцій компанії у спадкоємця Паккіафа. Невдовзі уряд націоналізував і акції Івана Кнеза. У 1963 році компанія опинилася під керівництвом Цельського муніципального народного комітету (MLO) і продовжувала працювати як ремісниче підприємство, лише перетворюючись на промислове підприємство Zlatarna Celje. З часом компанія стала однією з найважливіших компаній у цьому секторі та в цій частині Європи; експортуючи продукцію до Європи, Північної Америки, Австралії та Азії. У 1974 році компанія досягла мільйона доларів щорічного експорту.
Після здобуття незалежності Словенії компанія опинилась у фінансових негараздах, в основному через втрату югославських ринків, а також через неефективність та поганий маркетинг. У 1997 році компанія збанкрутувала, але перед тим, як припинити свою діяльність, її врятувала дочірня компанія Aurodent. У 1999 році її перейняла Albreht family через компанію AL Company, яка забезпечила капітал для успішного відродження бренду. Боян Альбрехт володіє 55 % контрольним пакетом акцій корпорації і є головою правління.
Після огляду бізнесу компанії у 2011 році асоціація Всесвітньої ради золота додала Zlatarna Celje до списку надійних торговців золотом. З 2008 року вона співпрацює з Тіною Мазе, словенською лижницею, в колекції ювелірних виробів Lencia. У 2012 році Zlatarna Celje інвестувала в будівництво готелю Plaza BTC City (Любляна), який був його найбільшим підприємство.